# 焦宏
焦宏（1392年—1449年），字克明，河南叶县人，明朝政治人物。

## 生平
永樂十九年（1421年）辛丑科进士。宣德年间，初授监察御史，巡按贵州；后升江西按察司副使，因持法平恕，升江西右布政使。后升为户部右侍郎，敕浙江苏松福建理沿海边务。

## 家族
曾祖焦成。祖父焦敬。父亲焦英，曾任江西萍鄉縣主簿 贈廣東道監察御史。兄焦宁，弟焦宜、焦宽（正統四年己未進士）。长子焦钝，正统戊辰（1448年）进士；焦宏次子焦钦，景泰癸酉（1453年）举人。